# Power & Glory - Takada's Theme
Il s'agit d'un single 3" sorti au Japon en août 1994. Power & Glory a été composé pour le catcheur japonais Takada qui souhaitait un thème impressionnant pour rentrer dans les arènes.

## Titres
- Power & Glory - Takada's Theme (I Can't Wait album version) - 4:28
- Seventh Sign (The Seventh Sign album version) - 6:32
- Power & Glory - Takada's Theme (Stadium edit) - 3:01